# José Serra
José Serra (São Paulo, 19 de marzo de 1942) es un economista y político brasileño, Ministro de Relaciones Exteriores de Brasil entre el 12 de mayo de 2016 y 2017, y miembro del Partido de la Social Democracia Brasileña, el mismo del expresidente Fernando Henrique Cardoso. Serra ocupó cargos relevantes en su país, como el de diputado federal (1986-1994) y senador (1994-2002), ministro de Planificación y Ordenamiento (1995-1996) y ministro de Salud (1998-2002). En las elecciones estatales del 2006 fue elegido gobernador del estado de São Paulo. Fue candidato a la presidencia de Brasil para las elecciones presidenciales de 2002 y de 2010.

## Vida familiar
Serra nació en São Paulo, en el barrio de Mooca. Hijo único de Francesco Serra, inmigrante italiano (originario de Corigliano Calabro, Calabria) que tenía una tienda de frutas en el mercado de Cantareira. Su madre, Serafina Chirico, también era hija de inmigrantes calabreses. Está casado con Silvia Mónica Allende (chilena de nacimiento). Tiene dos hijos, Verônica y Luciano, y dos nietos, Antônio y Gabriella.

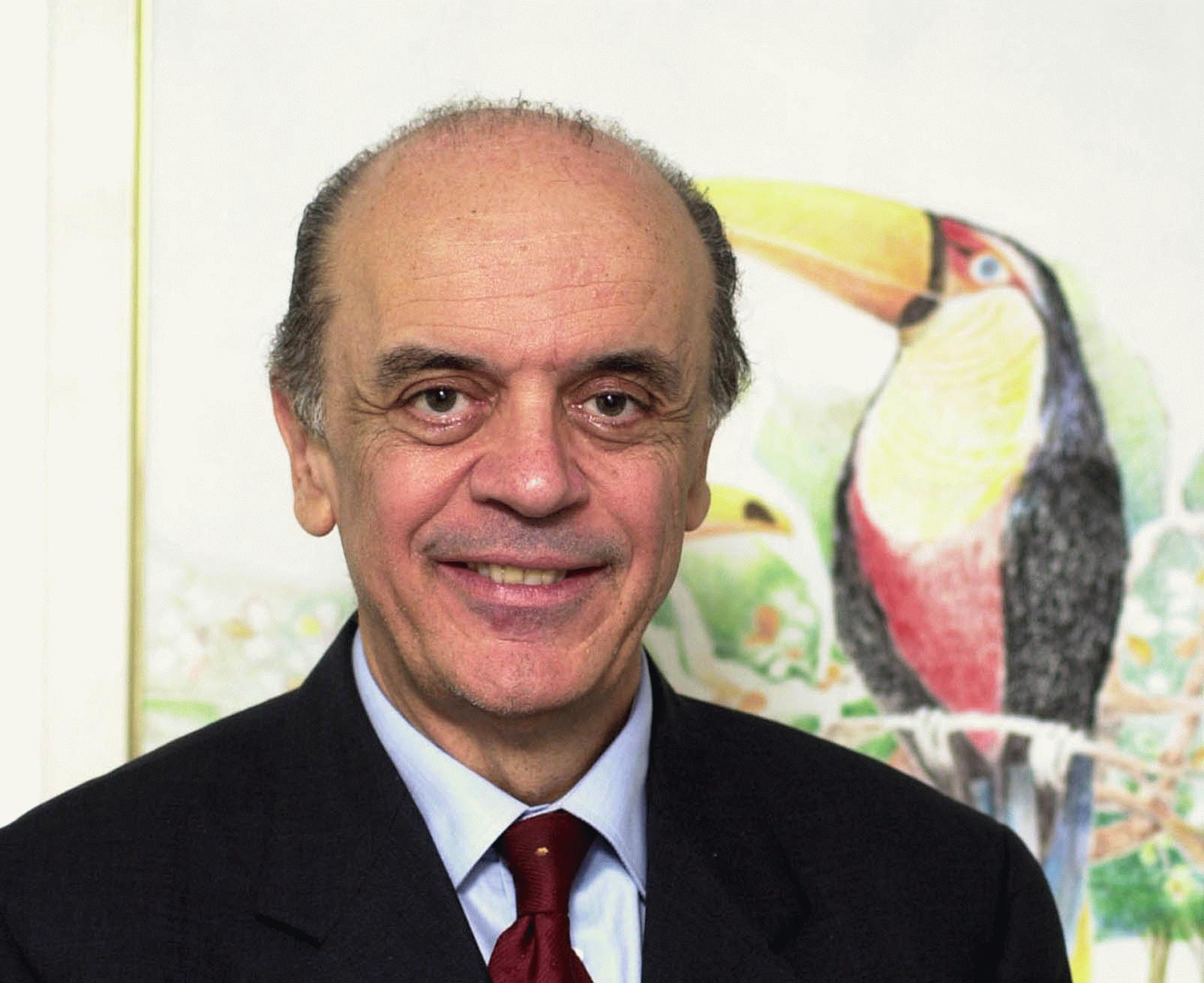
José Serra junto a una imagen del tucán, símbolo del PSDB.

## Estudios y exilio
Serra nació en São Paulo el 19 de marzo de 1942, hijo de inmigrantes italianos. Como parte de su trayectoria política, destaca el haber sido gobernador del estado entre 2007 y 2010.
Su trayectoria política se inició a los 18 años, cuando ingresó en el curso de ingeniería civil en la Escuela Politécnica de São Paulo de la Universidad de São Paulo. Fue dirigente estudiantil y presidente de la Unión Nacional de Estudiantes a los 22 años.
No pudo concluir sus estudios de ingeniería ya que, cuando se ejecutó el golpe militar de 1964, se exilió en Bolivia y luego en Francia. Volvió a Brasil clandestinamente durante unos meses, pero decidió salir otra vez, estableciéndose en Chile. Al intentar salir de Chile fue encarcelado en el Estadio Nacional yendo luego a Estados Unidos, donde logró su doctorado en Economía en Cornell y trabajó en el Institute for Advanced Studies en Princeton. Tras 14 años exiliado, volvió a Brasil.

## Ascenso político

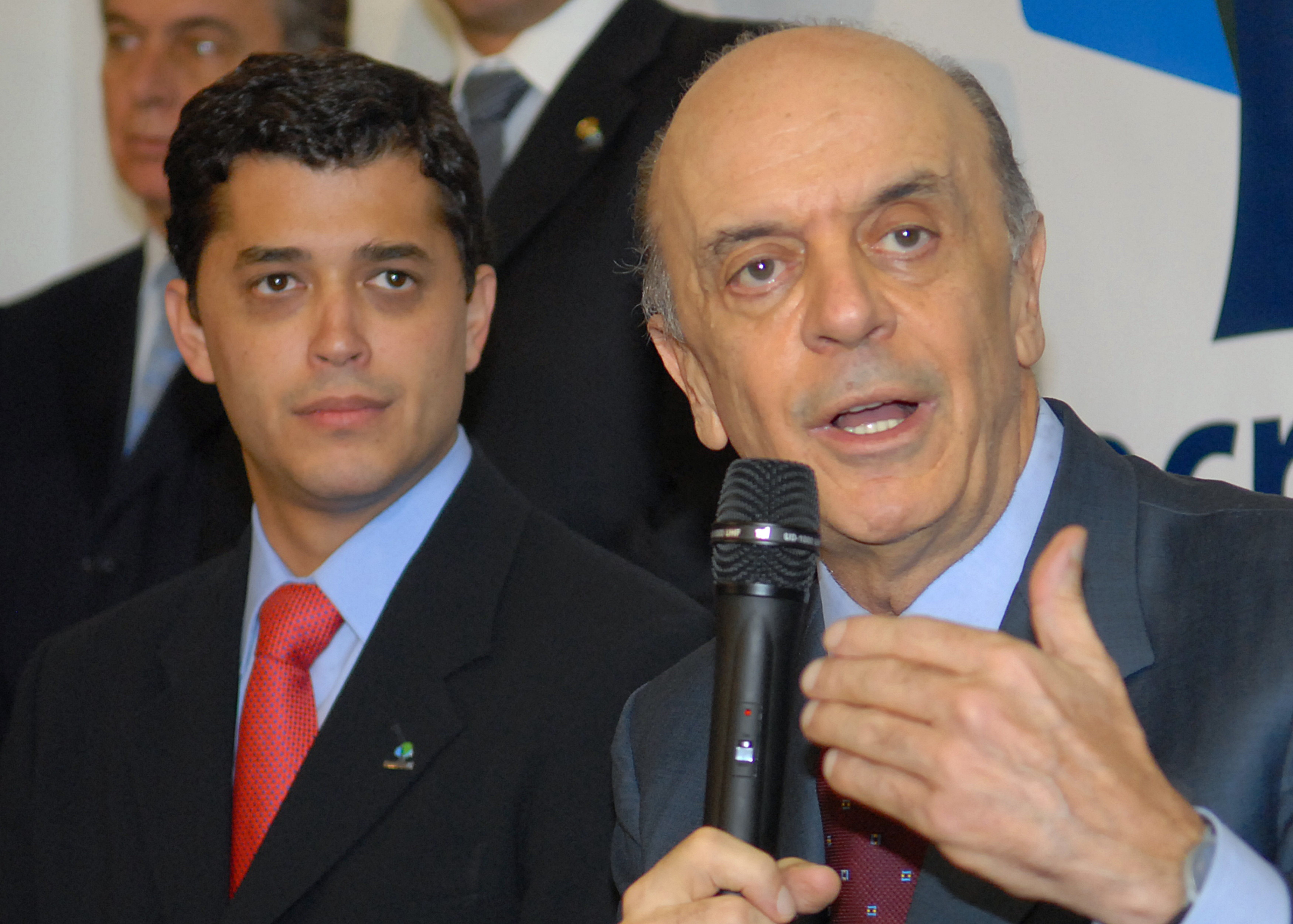
José Serra y su compañero de fórmula para las elecciones presidenciales de Brasil de 2010, Indio da Costa.

Inició su vida pública en la política asumiendo la Secretaría de Economía y Planificación del Estado de São Paulo (1982-1986), durante la gestión de Franco Montoro. Fue elegido diputado federal en 1986 y reelegido en 1990. En la cámara de diputados trabajó en el área de economía y finanzas. En 1992, fue candidato a la alcaldía de São Paulo, siendo derrotado por Paulo Maluf en segunda vuelta. En 1994, fue elegido senador.
Fue ministro de planificación y ordenamiento (1995-1996). Dirigió el ayuntamiento de São Paulo en 1996 sin éxito, retornando al gobierno central de Fernando Henrique Cardoso como ministro de salud (1998-2002).
Se lanzó como candidato a la Presidencia en 2002, perdiendo ante Luiz Inácio Lula da Silva en la segunda vuelta. Obteniendo más de 33 millones de votos, en su ciudad natal, São Paulo, obtuvo alrededor de 2,9 millones (127 mil menos que Lula).
En 2003, asumió la presidencia nacional de su partido el PSDB.
Serra ha sido un feroz crítico tanto del gobierno de Lula. En la campaña electoral de 2002 lanzó graves descalificaciones contra Chávez que no han cesado. En 2004, volvió a insistir lanzándose a las elecciones de la prefectura de São Paulo, siendo elegido en segunda vuelta por 3,3 millones de votos (55% de votos válidos). Dos años después abandonó el cargo para postularse a gobernador del Estado de São Paulo, siendo elegido. Entre 2007 y 2010 el entonces gobernador de San Pablo Serra recibió "propinas" millonarias de esas dos firmas que participaron en la construcción del "Rodoanel", un camino de circunvalación de la capital. De acuerdo con las fuentes, la información de los sobornos figuraba en un documento confidencial de la sociedad de economía mixta Desarrollo Vial S.A. (Dersa), que controla el gobierno del Estado de Sao Paulo. Durante el mandato de Serra la estatal paulista pagó a la constructora Odebrecht más de 190 millones de reales (más de 125 millones de dólares) por medio de un contrato de 2009 que fue falsificado.
Durante la campaña presidencial de 2010, acusando a Dilma Rousseff de querer legalizar el aborto, José Serra hizo campaña con la Biblia en la mano, mientras que su esposa vilipendiaba a quienes quieren “matar a los niños pequeños” (aunque ella misma se había realizado un aborto en los años 1970, según las revelaciones del diario Folha de São Paulo). Obtuvo el 43,95% de los votos.
En 2017 quedó implicado judicialente por actos de corrupción en la petrolera estatal brasileña Petrobras, José Serra, teniendo que renunciar al Ministerio de Relaciones Exteriores de Brasil aduciendo "problemas de salud".El diplomático brasileño llegó a recibir 7,2 millones de dólares en cuentas en Suiza, proveniente de la trama de corrupción de Petrobras, revelaron delatores de la empresa Odebrecht el 28 de octubre de 2016. La información fue otorgada por el expresidente de Odebrecht Pedro Novis, quien está detenido en el marco de la Operación Lava Jato.El dinero recibido lo usó para financiar su campaña presidencial en 2010, cuyas elecciones perdió frente a Dilma Rousseff, del Partido de los Trabajadores (PT).
Según ejecutivos de la constructora, José Serra se benefició con aportes a cuentas secretas en Suiza. Ejecutivos de Odebrecht dijeron que le pagaron 23 millones de reales en forma clandestina a la campaña de Serra a la presidencia en 2010, cuando el aspirante del Partido de la Social Democracia Brasileña (PSDB) fue derrotado por Dilma Rousseff, del Partido de los Trabajadores (PT). El depósito del dinero lo negociaron, según los documentos de Folha de Sao Paulo, dos dirigentes del PSDB, Marcio Fortes y Ronaldo Cézar Coelho, exdiputados que participaron de la coordinación de la campaña de 2010. Según WikiLeaks, Serra se habría comprometido desde la campaña presidencial a la empresa Chevrnon cambiar las reglas de explotación de las vastas reservas naturales para abrirlas a la explotación de las petroleras estadounidenses.
En 2015 sería nombrado canciller del gobierno interino de Michel Temer